# Bernhard Heine

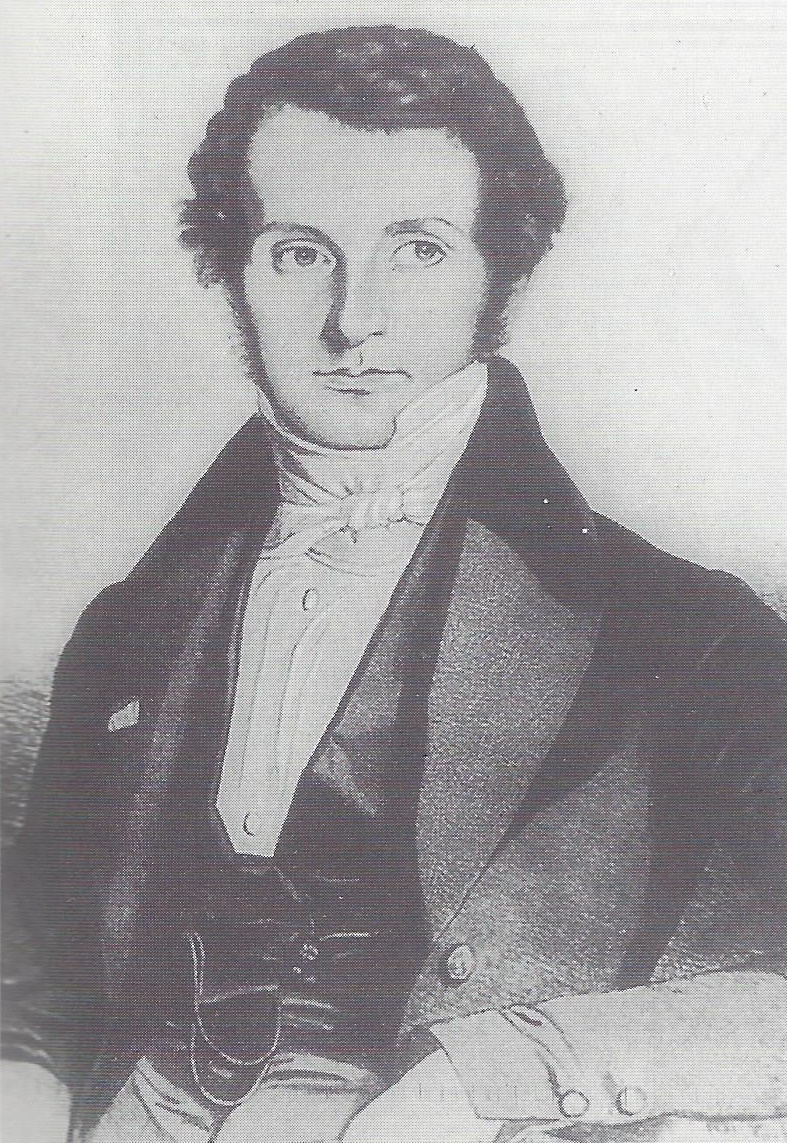
Bernhard Heine.

Bernhard Heine,  född 20 augusti 1800 i Schramberg, Schwarzwald, död 31 juli 1846 i Glockenthal vid Thun, var en tysk kirurg; brorson till Johann Georg Heine, kusin till Jacob von Heine.
Heine övertog 1829 ledningen av farbroderns ortopediska anstalt, som genom hans djupa insikter i kirurgi vann ytterligare anseende. År 1830 framlade han för medicinska fakulteten i Würzburg sitt osteotom (ett instrument avsett för öppnande av ryggraden och i allmänhet för alla operationer på ben), vilket vann allmänt erkännande över hela Europa och gav honom det montyonska priset (1835). 
I anslutning till de operationer Heine utförde med detta instrument gjorde han försök på levande djur över benbildningens beroende av benhinnan, försök som för såväl fysiologin som för hela den operativa kirurgin kom att bli av stor betydelse. För dessa arbeten erhöll han 1838 åter det montyonska priset. År 1833 kallades han till honorarie professor och utnämndes några år senare till ordinarie professor i experimentalfysiologi vid universitetet i Würzburg.

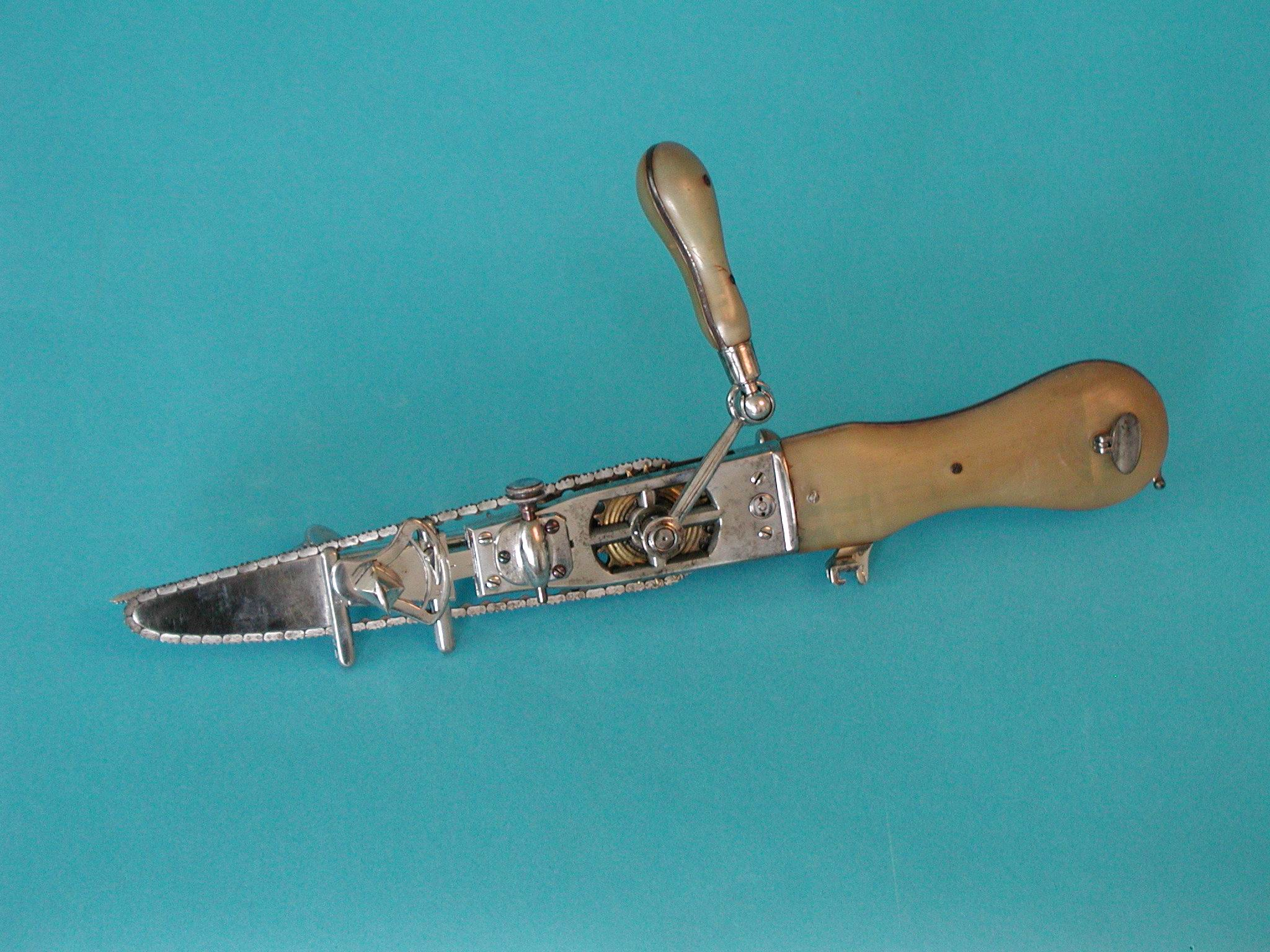
Heines osteotom (1830)